# Hanna Barbera's Turbo Toons
Hanna Barbera's Turbo Toons es un videojuego de carreras de Super Nintendo Entertainment System lanzada en enero de 1993 en Europa. El juego no fue lanzado en América, a pesar de estar clasificado por la ESRB, aunque todavía había una vista previa del juego en la revista número 74, en los videojuegos americanos en Nintendo Power.
- Datos: Q5648657